# Faronta tetera
Faronta tetera là một loài bướm đêm trong họ Noctuidae.